# Sphagnum capense
Sphagnum capense är en bladmossart som beskrevs av Hornschuch 1841. Sphagnum capense ingår i släktet vitmossor, och familjen Sphagnaceae. Inga underarter finns listade i Catalogue of Life.